# Forever Autumn
«Forever Autumn» es una canción escrita por Jeff Wayne, Gary Osborne y Paul Vigrass. La melodía original fue escrita por Wayne en 1969 como un jingle para un comercial de LEGO. Vigrass y Osborne, los que originalmente cantaron el jingle, añadieron letras a la canción y la grabaron para su álbum de 1972 Queues. Su interpretación también fue lanzada como sencillo y tuvo un moderado éxito comercial en Japón, vendiendo más de 100.000 copias y llegando al top 20 en las listas de aquel país.
La versión mejor conocida es la grabación de Justin Hayward del álbum Jeff Wayne's Musical Version of The War of the Worlds. Wayne quería incluir una canción de amor que sonara como «Forever Autumn», y decidió que la mejor solución sería simplemente usar la canción original. Wayne eligió a Hayward, de The Moody Blues, para cantarla, diciendo que "quería esa voz de «Nights in White Satin»".  Fue grabado en los Advision Studios en Londres en 1976. La canción llegó al puesto 5 en el UK Singles Chart en 1978.
Una nueva versión fue lanzada a finales de 2012, cantada por Gary Barlow para el nuevo álbum Jeff Wayne's Musical Version of The War of the Worlds - The New Generation.

## Grabaciones notables
- Vigrass and Osborne la cantaron en su álbum de 1972, Queues. Esta versión también apareció como un sencillo.
- Hayward la cantó en el álbum de 1978 Jeff Wayne's Musical Version of The War of the Worlds. Una mezcla ligeramente distinta (notablemente excluyendo la narración del álbum) fue lanzado como sencillo. Esta última verisión fue incluida en el box set de los Moody Blues Time Traveller. Aunque a veces es acreditado falsamente como un sencillo lanzado por los mismos Moody Blues, Hayward ha cantado la canción en vivo con el grupo.
- Pierre Belmonde, en el álbum de 1980, Themes for Dreams.
- Acker Bilk, en el álbum de 1980, Mellow Music.
- Paul Brett, en el álbum de 1980, Guitar Trek. Esta versión también fue lanzada como sencillo.
- Peter Hayward, en el álbum de 1982, Hayward's Choice.
- Ronnie Aldrich, en el álbum de 1987, For All Seasons.
- Ed Starink, en el álbum de 1990 Synthesizer Greatest Volume 5 y en el álbum de 1992 Synthesizer Gold.
- DJ's Supreme and UFO lanzaron una interpolación happy hardcore en 1997.
- Gary Barlow, en el álbum de 2012 Jeff Wayne's Musical Version of the War of the Worlds: The New Generation.[1]
- Luka Kuncevic, para la introducción y cierre de la película animada de 2012 War of the Worlds: Goliath.
- Sarah McQuaid en su álbum de 2018, If We Dig Any Deeper It Could Get Dangerous.